# Репино (Смоленская область)
 Репино — деревня в Смоленской области России, в Ярцевском районе. Расположена в северной части области в 40 км к северу от районного центра, на берегу реки Вопь. Административный центр Репинского сельского поселения.
Население — 336 жителей (2007 год).

## История
Входила в имение Генерал-лейтенанта Михаила Ивановича Мезенцова.

## Культура, достопримечательности
- Городище восточнее деревни.
- Братская могила № 11 воинов павших во время Великой Отечественной войны – в братской могиле захоронено 352 погибших.[1]
- Братская могила мирных жителей[2]